# Runaround
Runaround — песня, а также тридцать третий в общем и второй с альбома For Unlawful Carnal Knowledge сингл хард-рок-группы Van Halen, выпущенный в июле 1991 года на лейбле Warner Bros.

## О сингле
Попал на 1-ю строчку в хит-параде Hot Mainstream Rock Tracks и на 50-ю строчку хит-парада Канады.
Компакт-диск помещён в упаковку только с задней обложкой.
Впоследствии песня также была включена в концертный альбом группы — Live: Right Here, Right Now, а также в сборники Video Hits Volume I и The Best of Both Worlds.

## Список композиций
CD сингл США
| №  | Название    | Длительность |
| -- | ----------- | ------------ |
| 1. | «Runaround» | 4:21         |

## Участники записи
- Сэмми Хагар — вокал
- Эдди Ван Хален — электрогитара, бэк-вокал
- Майкл Энтони — бас-гитара, бэк-вокал
- Алекс Ван Хален — ударные